# Carbonero el Mayor
Pour les articles homonymes, voir Carbonero.
Carbonero el Mayor est une commune de la province de Ségovie dans la communauté autonome de Castille-et-León en Espagne.